# جين بريغز هارت
جين بريغز هارت (بالإنجليزية: Jane Briggs Hart)‏ هي طيارة أمريكية، ولدت في 21 أكتوبر 1921 في ديترويت في الولايات المتحدة، وتوفيت في 5 يونيو 2015 في West Hartford, Connecticut ‏ في الولايات المتحدة بسبب مرض آلزهايمر.

## وصلات خارجية
- جين بريغز هارت على موقع IMDb (الإنجليزية)